# Gagner les cœurs et les esprits

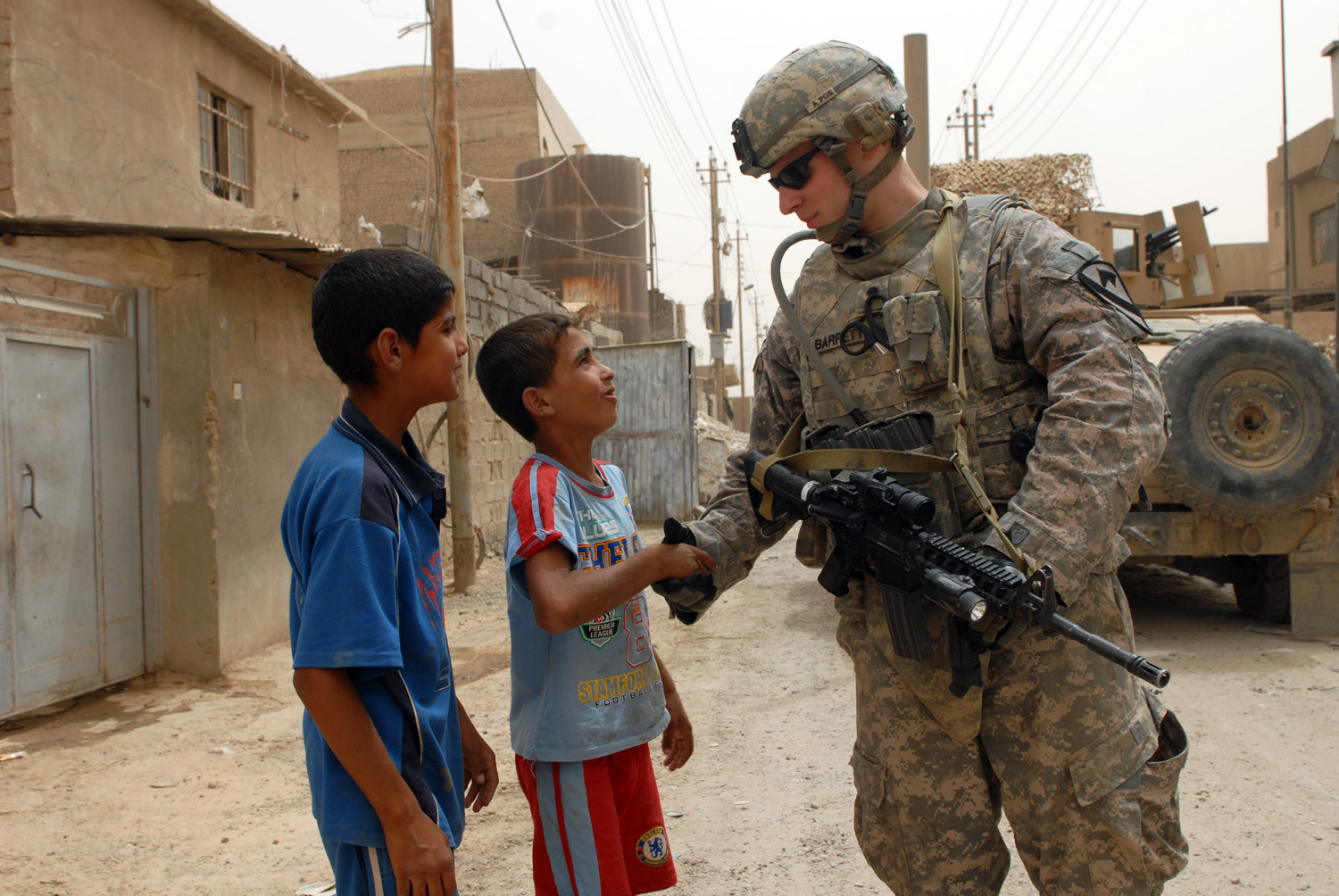
Un soldat de l'armée américaine salue des enfants irakiens lors d'une patrouille pendant l' occupation de l'Irak en 2009.

Gagner les cœurs et les esprits désigne une stratégie employée dans la résolution de conflits armés, d’insurrections ou de luttes politiques, où l’un des belligérants cherche à obtenir l’adhésion de la population ou de l’adversaire non par la coercition ou la supériorité militaire, mais par une persuasion d’ordre affectif ou rationnel. Cette approche, souvent préconisée dans les guerres asymétriques ou les opérations de contre-insurrection, vise à susciter un ralliement volontaire en usant de moyens psychologiques, propagandistes ou socio-économiques, plutôt que de recourir à la seule force brute.

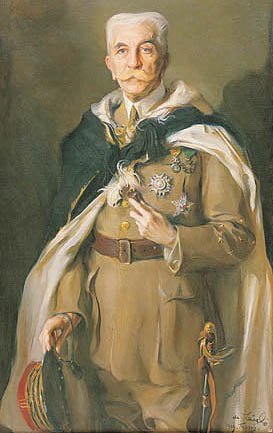
Le terme « cœurs et esprits » a été utilisé pour la première fois par le général français Hubert Lyautey.

L’emploi de l’expression « cœurs et esprits » pour désigner une méthode de pacification visant à rallier une population soumise trouve son origine dans les écrits du général et administrateur colonial français Hubert Lyautey. Celui-ci l’aurait appliquée dans le cadre de sa stratégie de contre-insurrection lors de la campagne du Tonkin (1895), en réponse à la rébellion des Pavillons Noirs. Par la suite, cette notion fut également associée aux méthodes employées par le général britannique Gerald Templer durant l’urgence malaise. 
L’efficience de la doctrine dite « des cœurs et des esprits » en matière de contre-insurrection a fait l’objet de vives controverses parmi les théoriciens militaires et les historiens des conflits asymétriques. 

## Usage

### Royaume-Uni
Ce terme fut employé durant l’état d’urgence malais par les autorités britanniques, lesquelles déployèrent diverses mesures afin de préserver la loyauté des populations malaises et d’entraver leur ralliement à l’Armée de libération nationale malaise (MNLA). Parmi ces pratiques figuraient l’octroi de secours médicaux et de subsistances aux Malais ainsi qu’aux tribus autochtones,. Peu après son arrivée en Malaisie, Gerald Templer affirma que : 
Le tournage ne représente que vingt-cinq pour cent des problèmes dans cette affaire. Les soixante-quinze pour cent restants consistent à rallier le peuple de ce pays à notre cause. La réponse ne réside pas dans l’envoi de troupes supplémentaires dans la jungle, mais dans le cœur et l’esprit des gens. 
Une objection récurrente à l’encontre de la doctrine britannique des « cœurs et esprits » résidait dans son apparente contradiction : si les autorités coloniales invoquaient avec emphase la nécessité de conquérir l’adhésion des populations malaises, elles n’en exigeaient pas moins, en pratique, une soumission inconditionnelle, dépourvue de tout discernement.

Dès l’orée des années 1990, une frange d’historiens a contesté la thèse selon laquelle les Britanniques auraient privilégié des stratégies contre-insurrectionnelles fondées sur la conquête des "cœurs et des esprits". Ces chercheurs ont argué que l’historiographie dominante avait, jusqu’alors, minoré ou occulté l’ampleur du recours à la coercition violente par les forces impériales. Leurs travaux ont été ultérieurement relayés par d’autres spécialistes, tels David French, Ashley Jackson, Hew Strachan, Paul Dixon, Alex Marshall, Brendon Piers et Caroline Elkins, lesquels ont corroboré les analyses de Newsinger,,. À cet égard, l’historien David French souligne : 
L’idée selon laquelle les Britanniques ont mené leurs campagnes de contre-insurrection d’après-guerre en faisant preuve de gentillesse et en essayant de gagner les « cœurs et les esprits » des civils parmi lesquels opéraient les forces de sécurité, a gagné une large diffusion dans la littérature. Elle l’a fait parce qu’elle soutenait une vision whig de la décolonisation qui décrivait la manière dont les Britanniques ont quitté leur empire comme un processus ordonné et digne de retrait planifié. Mais c’est trompeur. Elle s’appuyait sur un ensemble très sélectif de sources, les récits d’officiers supérieurs et de fonctionnaires qui s’efforçaient d’édulcorer l’expérience des guerres de décolonisation. Elle n’a pas tenu compte des nombreuses et diverses formes de coercition employées par les Britanniques. Les fondements de la doctrine et de la pratique de la contre-insurrection britannique étaient la coercition et non la gentillesse.
Selon l’historienne Caroline Elkins, les autorités britanniques ont méthodiquement occulté les traces de leurs campagnes de répression violente lors des mouvements de contre-insurrection,. Les documents d’archives exhumés au Kenya par ses soins sont devenus des pièces maîtresses dans les procédures judiciaires engagées à l’encontre du gouvernement britannique à la fin des années 2000 et au cours de la décennie suivante,.  

### Russie
Selon les analyses du politologue Yuri Zhukov, affilié à l’Université du Michigan, la Russie a, depuis la révolution bolchevique de 1917, systématiquement opposé aux soulèvements insurgés et aux révoltes de grande ampleur un modèle de contre-insurrection radicalement distinct de la stratégie dite « des cœurs et des esprits ». Zhukov observe que, malgré des échecs notoires en Afghanistan et lors du premier conflit tchétchène, l’État russe affiche l’un des bilans les plus efficaces parmi les campagnes contemporaines de répression des guérillas.

### États-Unis
L’emploi de cette expression aux États-Unis semble trouver son fondement dans une correspondance de John Adams, figure majeure de la guerre d’indépendance et deuxième président de la nation. Dans une missive datée du 13 février 1818, celui-ci affirmait : « La Révolution advint avant même le conflit armé. Elle résidait dans l’esprit et le cœur du peuple ; une mutation dans ses conceptions religieuses des devoirs et obligations… Cette transformation profonde des principes, des opinions, des sentiments et des affections populaires constitua la véritable Révolution américaine.» 
Pendant la guerre du Vietnam, les États-Unis se sont engagés dans une campagne « Cœurs et esprits » . Le programme a été inspiré par le président américain Lyndon B. Johnson. L'une de ses utilisations les plus connues de cette expression est tirée du discours « Remarques lors d'un dîner de réunion des Texas Electric Cooperatives, Inc. » du 4 mai 1965. Ce soir-là, il déclara : « Nous devons donc être prêts à combattre au Vietnam, mais la victoire finale dépendra du cœur et de l'esprit des gens qui y vivent. En leur apportant espoir et électricité, vous portez également un coup très important à la cause de la liberté dans le monde. » 
Une opération analogue, dénommée « Cœurs et esprits », fut conduite en Irak à l’occasion de l’invasion et de l’occupation du pays en 2003.
Une interprétation possible de ce principe se manifeste dans l’adage suivant : « Qui tient les hommes par les testicules voit leurs cœurs et leurs entendements emboîter le pas,. »  